# Ferenc Puskás
Ferenc Puskás (n. 1 aprilie 1927, Budapesta, Regatul Ungariei – d. 17 noiembrie 2006, Budapesta, Ungaria), născut Ferenc Purczeld, a fost un fotbalist și antrenor de fotbal maghiar. Puskás este considerat drept unul dintre cei mai mari fotbaliști ai secolului al XX-lea, fiind recunoscut în 1995 de IFFHS drept cel mai mare golgheter al secolului. A condus echipa națională de fotbal a Ungariei la cucerirea medaliei de aur la Jocurile Olimpice din 1952 și la un loc în finala Cupei Mondiale din 1954, pierdută în fața Germaniei cu scorul de 2-3. Puskás a marcat 84 de goluri în 85 de selecții pe Ungaria, evoluând și de 4 ori pentru Spania. A marcat 512 goluri în 528 de meciuri jucate în cariera sa. 
În octombrie 2009, FIFA a anunțat introducerea premiului Premiul Puskás, acordat fotbalistului care a marcat „cel mai frumos gol” din ultimul sezon.

## Tinerețe
La 10 ani, copil de mingi fiind, a început fotbalul la Kispest-Honved (1943-1956 / 4 titluri), unde evoluase și tatăl său; debutul la seniori l-a făcut la 16 ani. A evoluat ca mijlocaș ofensiv, dar și pe banda stângă. Nu era înalt, 1,73 m, dar avea "greutate", 74 kg. Șutul tare cu piciorul stîng a fost principala sa armă ofensivă. În echipa națională a Ungariei a debutat pe 20 august 1945 la 18 ani, cu un gol contra selecționatei Austriei. În 1950 s-a căsătorit cu Elisabeth, cei doi având o fiică, Anke. Cu reprezentativa maghiară a cucerit aurul olimpic în 1952 și argintul la CM 1954, 2-3 în finala cu Germania, cînd a deschis scorul. Cu Puskás pe teren, Ungaria a devenit prima echipă care a învins echipa Angliei pe stadionul Wembley cu scorul de 6-3, în decembrie 1953.
Invazia sovietică din 1956 l-a obligat să plece în exil, în Spania; refuzând să se întoarcă, FIFA l-a suspendat 18 luni, iar regimul comunist l-a declarat „trădător de țară”. Guvernul maghiar și-a cerut scuze public în 1993, permițându-i să se întoarcă în țară și să preia  selecționata Ungariei. În iunie 1958, Santiago Bernabeu l-a adus la Real Madrid, unde a făcut istorie, evoluând alături de Alfredo Di Stéfano, Francisco Gento, Raymond Kopa și José Santamaria. Alintat „Pancho”, Puskás a fost de patru ori golgheterul campionatului spaniol și a câștigat trei Cupe ale Campionilor Europeni, precum și 5 titluri de campion al Spaniei, între 1958 și 1967.
A jucat împreună cu Zoltán Czibor, Sándor Kocsis, József Bozsik și Nándor Hidegkuti în echipa națională de aur a Ungariei, supranumită Mighty Magyars (Maghiarii Fenomenali), care a avut 32 de meciuri consecutive fără înfrângere.

## Întoarcerea
În 1992 Puskás s-a stabilit definitiv la Budapesta. Trei ani mai târziu a primit gradul de colonel, Kispest-Honved fiind formația armatei. În perioada aprilie - iulie 1993 s-a ocupat de "naționala" maghiară. Apoi, federația ungară l-a numit responsabil cu relațiile internaționale și supervizor al „naționalei” de tineret.
În 1995 a fost desemnat cel mai bun marcator al secolului XX. În ziua în care a împlinit 70 de ani, pe 2 aprilie 1997, a primit Ordinul de Onoare al CIO, cea mai importantă distincție olimpică. În același an a luat premiul „Paladinul de Aur” pentru un film despre viața sa.
Suferind de arterioscleroză cerebrală, a fost spitalizat în primele zile ale lui octombrie 2000. Au urmat și alte internări, perioade în care a fost vizitat de foștii colegi Di Stefano și Amancio, precum și de șeful FIFA, Blatter.  În 2002 i s-a organizat un meci omagial, Ungaria - Spania 1-1, încasările fiind destinate tratamentului său. În 2004 a fost inclus în grupul celor mai buni 20 de jucători în ultimii 50 de ani pe baza unui sondaj UEFA. În clasamentul întocmit de FIFA, Ferenc Puskas s-a clasat al patrulea în ierarhia fotbaliștilor secolului XX.
La 79 de ani, fosta vedetă a Ungariei și a lui Real Madrid a încetat din viață pe patul spitalului din Budapesta.
„Numele lui Puskás este asociat cu marile succese ale Realului, în special în Cupa Campionilor Europeni. Îi mulțumim pentru ce a făcut pe „Bernabeu” ”—Ramón Calderón, președinte Real Madrid
„A fost unul dintre cei mai mari fotbaliști ai planetei. Am pierdut un prieten ”—Alfredo Di Stéfano, fost coleg la Real Madrid
„Era cel mai bun. Dacă existau 1.000 de soluții, o alegea pe a 1.001-a”—
Nandor Hidegkuti, fost coleg la „naționala” Ungariei, decedat
„Ungurul cel mai ilustru din secolul XX a plecat. Ferenc Puskás a plecat, dar legenda „Puskas Öcsi” va rămâne alături de noi ”—Ferenc Gyurcsány, primul ministru al Ungariei
„Puskás a fost un jucător de clasă, dar și un om extraordinar. Am jucat împotriva lui, la una din primele mele selecții, și am rămas impresionat ”—Just Fontaine, fost fotbalist francez

## Stadion
Din 2002, stadionul Népstadion din Budapesta, construit în anul 1953, poartă numele celebrului jucător de fotbal, Stadionul Puskás Ferenc. Puskás a fost declarat de Federația Maghiară de Fotbal cel mai mare fotbalist în ultimii 50 de ani.

## Palmares

### Club
- Honvéd Budapesta
  - Prima Ligă a Ungariei (5): 1949/50, 1950, 1952, 1954, 1955
- Real Madrid
  - La Liga (5): 1960–61, 1961–62, 1962–63, 1963–64, 1964–65
  - Copa del Rey (1): 1961–1962
  - Cupa Campionilor Europeni (3): 1958–1959, 1959–1960, 1965–1966
  - Cupa Intercontinentală: 1960

### Națională
Ungaria
- Cupa Balcanilor (1): 1947
- Campion olimpic (1): 1952
- Cupa Internatională a Europei Centrale (1): 1953
- Campionatul Mondial de Fotbal
  - Vicecampion (1): 1954

### Individual
- Cupa Internatională a Europei Centrale — Golgheter (10 goluri): 1954
- Golgheter în Ungaria: 1947–48, 1949–50, 1950, 1953
- Golgheter în La Liga (Pichichi): 1959-60, 1960–61, 1962–63, 1963–64
- Jucătorul anului în fotbalul mondial: 1953[19]
- Jucătorul european al anului: 1953
- 1954 Câștigătorul Balonului de Aur al Cupei Mondiale
- 1954 Câștigător al Ghetei de bronz la Cupa Mondială
- Numit în echipa All-Star a Cupei Mondiale din 1954
- Jucător european al secolului XX L'Equipe
- Jucător maghiar al secolului XX
- Football's Top Scorer of the 20th century-International Federation of Football History and Statistics
- Silver Ball European Footballer of the Year France Football : 1960
- Membru FIFA 100
- UEFA Golden Player-Hungary
- Top 10 cei mai mari jucători ai secolului XX (#7) -World Soccer Magazine
- Top 10 cei mai buni jucători din lume ai secolului XX (#6) -International Federation of Football History and Statistics
- Top 10 cei mai buni jucători europeni ai secolului XX (#4) -International Federation of Football History and Statistics
- European Cup Top Scorer (12 goluri) (7 goluri): 1960, 1964
- Gheata de aur a lumii în 1948: (50 goluri)

### Antrenor
Panathinaikos
- Superliga Greacă: 1969–70, 1971–72
- Cupa Campionilor Europeni

- Finalist (1): 1970–71

- Cupa Intercontinentală

- Finalist (1): 1971

 Sol de América
- Primera División de Paraguay: 1986

 South Melbourne Hellas
- National Soccer League: 1990–91
- NSL Cup: 1989–90
- Dockerty Cup: 1989, 1991

## Statistici carieră
|         |                  |                       | Campionat | Campionat | Cupă          | Cupă          | Continental | Continental | Total   | Total  |
| Sezon   | Club             | Campionat             | Meciuri   | Goluri    | Meciuri       | Goluri        | Meciuri     | Goluri      | Meciuri | Goluri |
| Ungaria | Ungaria          | Ungaria               | Campionat | Campionat | Cupa Ungariei | Cupa Ungariei | Europa      | Europa      | Total   | Total  |
| ------- | ---------------- | --------------------- | --------- | --------- | ------------- | ------------- | ----------- | ----------- | ------- | ------ |
| 1943–44 | Kispest          | Prima Ligă a Ungariei | 18        | 7         |               |               |             |             |         |        |
| 1944    | Kispest          | Prima Ligă a Ungariei | 14        | 7         |               |               |             |             |         |        |
| 1945    | Kispest          | Prima Ligă a Ungariei | 20        | 10        |               |               |             |             |         |        |
| 1945–46 | Kispest          | Prima Ligă a Ungariei | 33        | 35        |               |               |             |             |         |        |
| 1946–47 | Kispest          | Prima Ligă a Ungariei | 30        | 32        |               |               |             |             |         |        |
| 1947–48 | Kispest          | Prima Ligă a Ungariei | 32        | 50        |               |               |             |             |         |        |
| 1948–49 | Kispest          | Prima Ligă a Ungariei | 30        | 46        |               |               |             |             |         |        |
| 1949–50 | Honvéd Budapesta | Prima Ligă a Ungariei | 30        | 31        |               |               |             |             |         |        |
| 1950    | Honvéd Budapesta | Prima Ligă a Ungariei | 15        | 25        |               |               |             |             |         |        |
| 1951    | Honvéd Budapesta | Prima Ligă a Ungariei | 21        | 21        |               |               |             |             |         |        |
| 1952    | Honvéd Budapesta | Prima Ligă a Ungariei | 26        | 22        |               |               |             |             |         |        |
| 1953    | Honvéd Budapesta | Prima Ligă a Ungariei | 26        | 27        |               |               |             |             |         |        |
| 1954    | Honvéd Budapesta | Prima Ligă a Ungariei | 20        | 21        |               |               |             |             |         |        |
| 1955    | Honvéd Budapesta | Prima Ligă a Ungariei | 26        | 18        |               |               | 4           | 4           | 30      | 22     |
| Spania  | Spania           | Spania                | Ligă      | Ligă      | Copa del Rey  | Copa del Rey  | Europa      | Europa      | Total   | Total  |
| 1958–59 | Real Madrid      | La Liga               | 24        | 21        | 5             | 2             | 5           | 2           | 34      | 25     |
| 1959–60 | Real Madrid      | La Liga               | 24        | 25        | 5             | 10            | 7           | 12          | 36      | 47     |
| 1960–61 | Real Madrid      | La Liga               | 28        | 28        | 9             | 14            | 2           | 0           | 39      | 42     |
| 1961–62 | Real Madrid      | La Liga               | 23        | 20        | 8             | 13            | 9           | 7           | 40      | 40     |
| 1962–63 | Real Madrid      | La Liga               | 30        | 26        | 7             | 5             | 2           | 0           | 39      | 31     |
| 1963–64 | Real Madrid      | La Liga               | 25        | 21        | 0             | 0             | 8           | 7           | 33      | 28     |
| 1964–65 | Real Madrid      | La Liga               | 18        | 11        | 4             | 4             | 3           | 2           | 25      | 17     |
| 1965–66 | Real Madrid      | La Liga               | 8         | 4         | 3             | 1             | 3           | 5           | 14      | 10     |
| Țară    | Ungaria          | Ungaria               | 341       | 352       | 11            | 17            | 6           | 5           | 358     | 374    |
| Țară    | Spania           | Spania                | 180       | 156       | 41            | 49            | 41          | 37          | 262     | 242    |
| Total   | Total            | Total                 | 521       | 508       | 52            | 66            | 47          | 42          | 620     | 616    |

| Ungaria | Ungaria | Ungaria |
| An      | Meciuri | Goluri  |
| ------- | ------- | ------- |
| 1945    | 2       | 3       |
| 1946    | 3       | 3       |
| 1947    | 5       | 5       |
| 1948    | 6       | 7       |
| 1949    | 8       | 11      |
| 1950    | 6       | 12      |
| 1951    | 3       | 4       |
| 1952    | 12      | 10      |
| 1953    | 7       | 6       |
| 1954    | 11      | 8       |
| 1955    | 12      | 10      |
| 1956    | 10      | 5       |
| Total   | 85      | 84      |

| Spania | Spania  | Spania |
| An     | Meciuri | Goluri |
| ------ | ------- | ------ |
| 1961   | 1       | 0      |
| 1962   | 3       | 0      |
| Total  | 4       | 0      |

### Goluri internaționale pentru Ungaria
| Data               | Stadion                                  | Oponent           | Goluri | Total | Rezultat | Competiția                         |
| ------------------ | ---------------------------------------- | ----------------- | ------ | ----- | -------- | ---------------------------------- |
| 20 august 1945     | Hungária, Budapesta                      | Austria           | 1      | 1     | 5-2      | Meci amical                        |
| 30 septembrie 1945 | Hungária, Budapesta                      | România           | 2      | 3     | 7-2      | Meci amical                        |
| 30 octombrie 1946  | Stade Émile mairisch, Esch-sur-Alzette   | Luxemburg         | 3      | 6     | 7-2      | Meci amical                        |
| 4 mai 1947         | Hungária, Budapesta                      | Austria           | 1      | 7     | 5-2      | Meci amical                        |
| 11 mai 1947        | Stadio Comunale Vittorio Pozzo, Torino   | Italia            | 1      | 8     | 2-3      | Meci amical                        |
| 29 iunie 1947      | Stadion FK Crvena Zvezda, Belgrad        | Iugoslavia        | 1      | 9     | 3-2      | 1947 Balkan Cup                    |
| 12 decembrie 1947  | Stadionul ONEF, București                | România           | 2      | 11    | 3-0      | 1947 Balkan Cup                    |
| 21 aprilie 1948    | Hungária, Budapesta                      | Elveția           | 2      | 13    | 7-4      | 1948-53 Dr. Gerö Cup               |
| 6 iunie 1948       | Hungária, Budapesta                      | România           | 2      | 15    | 9-0      | 1948 Balkan Cup                    |
| 24 decembrie 1948  | Stadionul Republicii, București          | România           | 3      | 18    | 5-1      | Meci amical                        |
| 10 aprilie 1949    | Stadionul Strahov, Praga                 | Cehoslovacia      | 1      | 19    | 2-5      | 1948-53 Dr. Gerö Cup               |
| 2 mai 1949         | Hungária, Budapesta                      | Austria           | 3      | 22    | 6-1      | 1948-53 Dr. Gerö Cup               |
| 10 iulie 1949      | Stadion Oláh Gábor Út, Debrecen          | Polonia           | 2      | 24    | 8-2      | Meci amical                        |
| 16 octombrie 1949  | Praterstadion, Viena                     | Austria           | 2      | 26    | 4-3      | Meci amical                        |
| 30 octombrie 1949  | Hungária, Budapesta                      | Bulgaria          | 2      | 28    | 5-0      | Meci amical                        |
| 20 noiembrie 1949  | Hungária, Budapesta                      | Suedia            | 1      | 29    | 5-0      | Meci amical                        |
| 30 aprilie 1950    | Hungária, Budapesta                      | Cehoslovacia      | 2      | 31    | 5-0      | Meci amical                        |
| 15 mai 1950        | Praterstadion, Viena                     | Austria           | 1      | 32    | 3-5      | Meci amical                        |
| 4 iunie 1950       | Stadion Wojska Polskiego, Varșovia       | Polonia           | 2      | 34    | 5-2      | Meci amical                        |
| 24 septembrie 1950 | Hungária, Budapesta                      | Albania           | 4      | 38    | 12-0     | Meci amical                        |
| 29 octombrie 1950  | Hungária, Budapesta                      | Austria           | 3      | 41    | 4-3      | Meci amical                        |
| 27 mai 1951        | Hungária, Budapesta                      | Polonia           | 2      | 43    | 6-0      | Meci amical                        |
| 18 noiembrie 1951  | Hungária, Budapesta                      | Finlanda          | 2      | 45    | 8-0      | Meci amical                        |
| 27 mai 1952        | Stadionul Dinamo, Moscova                | Uniunea Sovietică | 1      | 46    | 1-2      | Meci amical                        |
| 15 iunie 1952      | Stadion Wojska Polskiego, Varșovia       | Polonia           | 2      | 48    | 5-1      | Meci amical                        |
| 22 iunie 1952      | Stadionul Olimpic, Helsinki              | Finlanda          | 1      | 49    | 6-1      | Meci amical                        |
| 24 iulie 1952      | Urheilukeskus, Kotka                     | Turcia            | 2      | 51    | 7-1      | Jocurile Olimpice de vară din 1952 |
| 28 iulie 1952      | Stadionul Olimpic, Helsinki              | Suedia            | 1      | 52    | 6-0      | Jocurile Olimpice de vară din 1952 |
| 2 august 1952      | Stadionul Olimpic, Helsinki              | Iugoslavia        | 1      | 53    | 2-0      | Jocurile Olimpice de vară din 1952 |
| 20 septembrie 1952 | Wankdorf, Berna                          | Elveția           | 2      | 55    | 4-2      | 1948-53 Dr. Gerö Cup               |
| 17 mai 1953        | Stadio dei Centomila, Roma               | Italia            | 2      | 57    | 3-0      | 1948-53 Dr. Gerö Cup               |
| 5 iulie 1953       | Råsunda, Stockholm                       | Suedia            | 1      | 58    | 4-2      | Meci amical                        |
| 4 octombrie 1953   | Stadionul Strahov, Praga                 | Cehoslovacia      | 1      | 59    | 5-1      | Meci amical                        |
| 25 noiembrie 1953  | Wembley Stadium, Londra                  | Anglia            | 2      | 61    | 6-3      | Anglia v Ungaria (1953)            |
| 12 februarie 1954  | Cairo                                    | Egipt             | 2      | 63    | 3-0      | Meci amical                        |
| 23 mai 1954        | Népstadion, Budapesta                    | Anglia            | 2      | 65    | 7-1      | Anglia v Ungaria (1954)            |
| 17 iunie 1954      | Hardturm, Zürich                         | Coreea de Sud     | 2      | 67    | 9-0      | Campionatul Mondial de Fotbal 1954 |
| 20 iunie 1954      | Stadionul St. Jakob, Basel               | Germania de Vest  | 1      | 68    | 8-3      | Campionatul Mondial de Fotbal 1954 |
| 4 iulie 1954       | Wankdorf, Berna                          | Germania de Vest  | 1      | 69    | 2-3      | Campionatul Mondial de Fotbal 1954 |
| 8 mai 1955         | Ullevaal Stadion, Oslo                   | Norvegia          | 1      | 70    | 5-0      | Meci amical                        |
| 11 mai 1955        | Råsunda Stadium, Stockholm               | Suedia            | 2      | 72    | 7-3      | Meci amical                        |
| 19 mai 1955        | Stadionul Olimpic, Helsinki              | Finlanda          | 1      | 73    | 9-1      | Meci amical                        |
| 17 septembrie 1955 | Stade Olympique de la Pontaise, Lausanne | Elveția           | 2      | 75    | 5-4      | 1954–1960 Dr. Gerö Cup             |
| 25 septembrie 1955 | Népstadion, Budapesta                    | Uniunea Sovietică | 1      | 76    | 1-1      | Meci amical                        |
| 16 octombrie 1955  | Népstadion, Budapesta                    | Austria           | 1      | 77    | 6-1      | 1954–1960 Dr. Gerö Cup             |
| 13 noiembrie 1955  | Népstadion, Budapesta                    | Suedia            | 1      | 78    | 4-2      | Meci amical                        |
| 27 noiembrie 1955  | Népstadion, Budapesta                    | Italia            | 1      | 79    | 2-0      | 1954–1960 Dr. Gerö Cup             |
| 19 februarie 1956  | Stadionul Șükrü Saracoğlu, Istanbul      | Turcia            | 1      | 80    | 1-3      | Meci amical                        |
| 29 februarie 1956  | Stadionul Al Manara, Beirut              | Liban             | 1      | 81    | 4-1      | Meci amical                        |
| 3 iunie 1956       | Stade du Heysel, Bruxelles               | Belgia            | 1      | 82    | 4-5      | Meci amical                        |
| 16 septembrie 1956 | Stadion FK Crvena Zvezda, Belgrad        | Iugoslavia        | 1      | 83    | 3-1      | 1954–1960 Dr. Gerö Cup             |
| 14 octombrie 1956  | Praterstadion, Viena                     | Austria           | 1      | 84    | 2-0      | Meci amical                        |

### Meciuri internaționale pentru Spania
| Data              | Stadion                         | Oponent  | Rezultat | Competiția                                             |
| ----------------- | ------------------------------- | -------- | -------- | ------------------------------------------------------ |
| 12 noiembrie 1961 | Casablanca, Casablanca          | Maroc    | 1-0      | Calificările pentru Campionatul Mondial de Fotbal 1962 |
| 31 mai 1962       | Estadio Sausalito, Viña del Mar | Cehia    | 0-1      | Campionatul Mondial de Fotbal 1962                     |
| 3 iunie 1962      | Estadio Sausalito, Viña del Mar | Mexic    | 1-0      | Campionatul Mondial de Fotbal 1962                     |
| 6 iunie 1962      | Estadio Sausalito, Viña del Mar | Brazilia | 1-2      | Campionatul Mondial de Fotbal 1962                     |